# Rivière Chensagi
Pour les articles homonymes, voir Chensagi.
La rivière Chensagi  est un affluent du Lac Maicasagi située à Eeyou Istchee Baie-James, dans la région administrative du Nord-du-Québec, dans la province de Québec, au Canada.
Le cours inférieur de la rivière traverse successivement les cantons de Dambourges et de Grandfontaine.
Le bassin versant de la rivière Chensagi est desservi par la route du Nord venant de Matagami passant à 29,3 km à l'Ouest de l'embouchure de la rivière Chensagi. La surface de la rivière est habituellement gelée du début novembre à la mi-mai, toutefois la circulation sécuritaire sur la glace se fait généralement de la mi-novembre à la mi-avril.

## Géographie
Les principaux bassins versants voisins de la rivière Chensagi sont :
- côté nord : rivière Chensagi Ouest, lac Amisquioumisca, rivière Nipukatasi, lac Rocher ;
- côté est : rivière Chensagi Est, rivière Maicasagi, lac Moquachéa ;
- côté sud : rivière Chensagi Est, rivière Maicasagi ;
- côté ouest : lac Poncheville, lac Quénonisca, rivière Nipukatasi.

La rivière Chensagi prend sa source à l'embouchure du Lac de la Pinède Grise (altitude : 332 m). Ce lac qui est situé en zone montagneuse reçoit les eaux de huit petits lacs de montagnes.
L'embouchure de ce lac de tête est située au nord-est de l'embouchure de la rivière Chensagi (confluence avec le Lac Maicasagi.
À partir de sa source, la rivière Chensagi coule sur environ 83 km selon les segments suivants :

### Cours supérieur de la rivière Chensagi
- vers le nord-ouest en formant une courbe vers le sud-ouest, jusqu'à un coude de rivière où se déverse un ruisseau (venant du Nord) ;
- vers le sud-ouest, jusqu'à un ruisseau (venant de l'est) ;
- vers le sud-ouest, jusqu'à la décharge d'un lac (venant de l'est) ;

### Cours intermédiaire de la rivière Chensagi
- vers l'ouest, jusqu'à un ruisseau (venant du nord) ;
- vers le sud-ouest, jusqu'à un ruisseau (venant du nord) ;
- vers le sud-ouest, jusqu'à un coude de la rivière où se déverse un ruisseau (venant du nord) ;
- vers le sud, jusqu'à la confluence de la rivière Chensagi Est (venant de l'est) ;
- vers le sud-ouest en formant une courbe vers le sud jusqu'à la confluence de la rivière Chensagi Ouest (venant du nord) ;
- vers le sud-ouest en ligne droite jusqu'à la rive est du lac Chensagi ;

### Cours inférieur de la rivière Chensagi
- vers le sud-ouest, en traversant le lac Chensagi jusqu'à son embouchure située dans la partie sud-ouest du lac ;
- vers le sud-est dans un élargissement de la rivière, jusqu'au ruisseau Frédérique (venant du sud-ouest) ;
- vers le sud dans un élargissement de la rivière, jusqu'à son embouchure[2].

La « rivière Chensagi » se déverse au fond de la baie Nord-Ouest du Lac Maicasagi. Ce dernier se déverse au sud-ouest par le passage Max dans le lac au Goéland lequel est traversé vers le nord-ouest par la rivière Waswanipi.

## Toponymie
Le toponyme « rivière Chensagi » a été officialisé le 5 décembre 1968 à la Commission de toponymie du Québec, soit à la création de cette commission